# Gilbert Bauvin
Gilbert Bauvin (Lunéville, 4 agosto 1927) è un ex ciclista su strada e ciclocrossista francese.
Professionista dal 1950 al 1960, vinse la Parigi-Camembert del 1954 e il Tour de Romandie nel 1958. Conta inoltre quattro successi di tappa al Tour de France, in cui fu secondo nell'edizione del 1956 e in cui indossò complessivamente per quattro giorni la maglia gialla, e altrettante alla Vuelta a España. Nel 1953 fu anche secondo nel campionato del mondo di ciclocross.

## Palmarès
- 1947 (dilettanti)

Nancy-Strasburgo
- 1949 (dilettanti)

1ª tappa Giro del Belgio
- 1951

3ª tappa Circuit de la Côte d'Or
2ª tappa Circuito delle Sei Province
4ª tappa Circuito delle Sei Province
- 1952

Tour du Doubs
3ª tappa Tour du Sud-Est
6ª tappa Circuito delle Sei Province
- 1954

Grand Prix de Cannes
Paris-Camembert
Nancy-Dijon
Bourg-Ginevra-Bourg
10ª tappa Tour de France
12ª tappa Tour de France
- 1955

1ª tappa Vuelta a España
2ª tappa Vuelta a España
5ª tappa Parigi-Nizza
- 1956

Circuit du Cher
10ª tappa, 2ª semitappa Vuelta a España
2ª tappa Ronde de l'Est
- 1957

Grand Prix de Monaco
10ª tappa Tour de France
11ª tappa Vuelta a España
- 1958

3ª tappa, 2ª semitappa Tour de Romandie
Classifica generale Tour de Romandie
Grand Prix Nice
Ronde de Monaco
3ª tappa Tour de France

### Altri successi
- 1951

Criterium di Nancy
- 1954

Criterium di Ganges
- 1955

Criterium di Macaud
- 1956

Criterium di Dakar

## Piazzamenti

### Grandi Giri
- Tour de France

1950: 49º
1951: 8º
1952: 32º
1953: 16º
1954: 10º
1955: 18º
1956: 2º
1957: 14º
1958: 15º
- Vuelta a España

1955: 36º
1956: 7º
1957: 24º
1959: ritirato

### Classiche monumento
- Milano-Sanremo

1955: 8º
1958: 9º
- Giro delle Fiandre

1958: 44º
- Parigi-Roubaix

1952: 54º
1953: 8º
1955: 13º
1958: 49º

### Competizioni mondiali
- Campionati del mondo di ciclocross

Quato 1953: 2º
Lussemburgo 1956: ritirato
Ginevra 1959: 12º